# IC 3467
IC 3467 ist eine Spiralgalaxie vom Hubble-Typ Scd im Sternbild Jungfrau auf der Ekliptik. Sie ist schätzungsweise 333 Millionen Lichtjahre von der Milchstraße entfernt.
Das Objekt wurde am 10. Mai 1904 vom US-amerikanischen Astronomen Royal Harwood Frost entdeckt.